# География Британской Колумбии
Британская Колумбия — самая западная провинция Канады на берегах Тихого океана. По площади (944 735 км²) она является третьей провинцией Канады. 
Провинция примерно в 4 раза больше Великобритании, в 2,5 раза больше Японии, а в России уступает по площади лишь Якутии, Красноярскому краю и Тюменской области.
На северо-западе с ней граничит штат США Аляска, на севере — Юкон и Северо-Западные территории, на востоке — Альберта, а на юге — штаты США Вашингтон, Айдахо и Монтана.
Южная граница Британской Колумбии была определена Договором об Орегоне 1846 г. Над провинцией возвышаются горные хребты, в том числе Канадских Скалистых гор, Берегового хребта, Каскадных гор и гор Колумбия.
Большинство населения сконцентрировано на тихоокеанском побережье, особенно в районе Ванкувера, расположенного на юго-западной оконечности континента, в Лоуэр-Мейнленде.
В Британской Колумбии обнаружена древняя геологическая формация ордовикского периода (около 470 млн лет назад), названная сланцы Гленогл.

## Статистические данные
- Площадь всего: 944 735 км²
- Площадь суши: 925 186 км²
- Площадь воды: 19 549 км²